# ᴟ
Cette page contient des caractères spéciaux ou non latins. S’ils s’affichent mal (▯, ?, etc.), consultez la page d’aide Unicode.
ᴟ (uniquement en minuscule), appelé m culbuté couché, est une lettre additionnelle de l’alphabet latin qui est utilisée dans l'alphabet phonétique ouralien. Elle est composée d’un m culbuté couché à 90° ‹ ɯ ›.

## Utilisation
Dans l’alphabet phonétique ouralien utilisé par Toivo Lehtisalo (fi) dans Juraksamojedisches Wörterbuch publié en 1956, m culbuté couché ‹ ᴟ › est un symbole utilisé pour représenter une voyelle fermée postérieure rétractée à la prononciation réduite, le m culbuté ‹ ɯ › représentant une voyelle fermée postérieure rétractée et les voyelles culbutées (ou couchées à 90°) indiquant une prononciation réduite.

## Représentations informatiques
Le m culbuté couché peut être représenté avec les caractères Unicode (Extensions phonétiques) suivants :
| formes    | représentations | chaînes de caractères | points de code | descriptions                             |
| --------- | --------------- | --------------------- | -------------- | ---------------------------------------- |
| minuscule | ᴟ               | ᴟ                     | U+1D1F         | lettre minuscule latine m culbuté couché |